# Atlantoraja platana
Atlantoraja platana is een vissensoort uit de familie van de Arhynchobatidae. De wetenschappelijke naam van de soort is voor het eerst geldig gepubliceerd in 1880 door Günther, in het geslacht Raja.